# Haliplus panamanus
Haliplus panamanus is een keversoort uit de familie watertreders (Haliplidae). De wetenschappelijke naam van de soort is voor het eerst geldig gepubliceerd in 1930 door Chapin.